# Air Calédonie
La Société Calédonienne de Transports Aériens, operativa come 
Air Calédonie, conosciuta anche più semplicemente come Aircal, è una compagnia aerea regionale della Nuova Caledonia con sede a Nouméa.

## Storia
La società fu fondata il 9 dicembre 1954 con la denominazione TRANSPAC-Société Calédonienne de Transports Aériens S.A. e iniziò le operazioni di volo il 25 settembre 1955. Il nome fu modificato in Air Calédonie il 1° gennaio 1968. Il governo territoriale della Nuova Caledonia divenne l'azionista di maggioranza in occasione di una grande ricapitalizzazione nel 1969. La compagnia è di proprietà del governo della Nuova Caledonia (50.28%), Province des îles Loyauté (43.31%), investitori privati (4.32%) e Air France (2.09%). Ha 225 dipendenti (a marzo 2007).

## Flotta al 2018
- 4 ATR 72-600
- 2 DHC 6 "Twin Otter"